# Врублевский, Павел Олегович
Павел Олегович Врублевский (род. 26 декабря 1978 года, Москва, СССР) — российский предприниматель, владелец и генеральный директор процессинговой компании ChronoPay. Получил известность в России и за ее пределами после создания ряда интернет-проектов. Участник комитета по электронной коммерции при Национальной ассоциации участников электронной торговли, РАЭК, комиссии по борьбе со спамом при рабочей группе по развитию интернета при Министерстве связи РФ, комиссии по электронной коммерции НАУЭТ и др.

## Юность и образование
Родился и вырос в Москве. В возрасте 15 лет проходил обучение по программе студенческого обмена American Field Service в Норвегии, затем обучался в Институте иностранных языков имени Мориса Тореза, откуда перешел на социологический факультет МГУ и окончил его в 2001 году. В 18 лет организовал свою первую IT-компанию по разработке биллингового программного обеспечения для телекоммуникационных компаний.

## Карьера

### ChronoPay
В 2003 году основал компанию ChronoPay B.V. В 2005 состоялся выход ChronoPay на российский рынок, а в уже 2006 фирма Врублевского получила престижную Премию Рунета.

### MP3search
В 2006 году Павел Врублевский возглавил комиссию по электронной коммерции НАУЭТ. Комиссия выступала за сохранение существовавшей модели по коллективному управлению авторскими правами в интернете, а Врублевский открыто поддерживал одно из крупнейших на то время обществ по управлению правами — ФАИР.
В 2007 году вместе с бывшим продюсером группы «Тату» Иваном Шаповаловым Врублевский приобрел интернет-магазин mp3search.ru, активно занимался собственным mp3 бизнесом.
Интересным фактом является то, что именно компания Врублевского Chronopay обслуживала скандально известный онлайн-магазин allofmp3.com, подвергшийся преследованию со стороны международного общества по коллективному управлению авторскими правами IFPI и ставший предметом претензий к России со стороны США во время переговоров о вступлении России в ВТО.
Allofmp3.com работал по лицензии РОМС и давал этой организации около 50 % лицензионных сборов.

### Электронные авиабилеты
В 2007 году, после появления в России электронных авиабилетов, Врублевский занялся процессингом в этой сфере, организовав проект E-Avia. ChronoPay E-Avia, обрабатывающий платежи для большинства крупных авиакомпаний (крупнейший из клиентов — Трансаэро), за исключением Аэрофлота.
В 2010 году Врублевский предлагает создать национальную систему бронирования авиабилетов (GDS) на основе E-Avia. Контрольный пакет акций этой структуры он готов передать в «Аэрофлот». Предложение не нашло отклика. В результате, единая российская GDS так и не была создана. После вступления в силу закона о хранении персональных данных россиян на территории РФ, для создания национальной GDS (где будут храниться данные российских покупателей авиабилетов) в срочном порядке привлекли госкомпанию «РосТех».

### Рабочая группа при минкомсвязи по борьбе со спамом
В 2009 г. Павел Врублевский входил в состав рабочей группы по борьбе со спамом при Минкомсвязи, инициировал кампанию против своего бывшего компаньона Игоря Гусева (по рейтингу Spamhaus главного спамера мира), владельца крупнейшей партнерской спам-сети по продаже виагры Glavmed.
Эксперты сходятся во мнении, что после начала уголовного преследования Гусева и закрытия спам программы Spamit в 2010 году мировой уровень спама упал вдвое.

### Финансовая газета
В 2012 году Врублевский выступил с предложением выкупа журнала «Хакер» у издательского дома GAMELAND. Также, по сообщениям СМИ, в 2012 году Врублевский готовит сделку по покупке старейшего делового издания в стране — Финансовой газеты (1915), издающуюся совместно с Минфином РФ.

### Лига ВТБ
В 2011 году ChronoPay выступила одним из первых спонсоров Лиги ВТБ в России, выплатив более полутора миллионов долларов США. В течение года предприниматель активно продвигал деятельность главной Российской Баскетбольной Лиги. Журналисты часто видели предпринимателя в окружении руководства лиги, одного из самых влиятельных лиц в России — экс главы Администрации Президента России Сергея Иванова.

### Противостояние с ЦИБ ФСБ России и реабилитация
В 2007 году Павел Врублевский впервые попал под давление ЦИБ ФСБ РФ, в 2010 году обвинил ЦИБ ФСБ РФ в государственной измене и раскрутке мифа русской кибер-угрозы, а в 2011 году был арестован несколько раз сотрудниками ЦИБ ФСБ по делу Аэрофлота. В 2016 году на основании материалов Врублевского были арестованы сотрудники ЦИБ ФСБ из-за государственной измены, что привело к прекращению сотрудничества между США и РФ по киберпреступности. В 2018 году за государственную измену полковник ЦИБ ФСБ России Михайлов был приговорен к 22 годам колонии строгого режима, сотрудник Лаборатории Касперского Руслан Стоянов к 14 годам колонии строгого режима, оперативный сотрудник ЦИБ ФСБ России бывший хакер Дмитрий Докучаев к 6 годам колонии строгого режима и к 7 годам предприниматель Григорий Фомченков. Павел Врублевский выступил главным публичным свидетелем на процессе против сотрудников ФСБ, изменивших Родине. Как отметил известный блогер Михаил Жуховицкий в Facebook — ему не известно о других подобных случаях противостояния с «силовиками» в России. Американская газета The New York Times отметила, что приговор группе полковника Михайлова хотя и мог быть и местью Врублевского, был равносилен чисткам в ФСБ России и оказал огромное влияние на Российско-американские отношения. В интервью CNN Врублевский отметил, что «приговор Михайлову — это хорошая новость для обеих стран, эти люди напрямую виновны в кибер-истерии, охватившей США и Россию, зашедшей настолько далеко, как обвинение в взломе выборов.»

### Колонка в Forbes, заявления по русским хакерам
С ноября 2016 ведёт колонку в Forbes об электронных платежах и криптовалютах, в частности популяризации bitcoin. Широкий резонанс получили заявления Врублевского по русским хакерам. Весной и летом 2017 года Врублевский передал ряду ведущих мировых СМИ материалы свидетельствующие о непричастности русских хакеров к атакам на серверы демократической партии в США

### Другие организации
В разные годы возглавлял:
- Комиссию по борьбе со спамом при рабочей группе по развитию интернета при Министерстве связи РФ[49].
- Комитет по электронной коммерции при Национальной ассоциации участников электронной торговли[50][51].
- Член РАЭК[52].
- Комитет по взаимодействию с платежными системами Международной децентрализованной ассоциации криптовалют и блокчейна (International Decentralized Association of Cryptocurrency and Blockchain — IDACB)[53].

В 2011 году включен журналом «Финанс» в престижный рейтинг «33 Перца» — самые успешные мужчины в возрасте до 33 лет.

## Уголовное преследование
С 2012 по 2014 год отбывал срок за организацию хакерской атаки на платежный сервис «Ассист», освободился условно-досрочно.
12 марта 2022 отправлен в СИЗО по обвинению в мошенничестве в особо крупном размере (часть 4 статьи 159 УК), а также в краже организованной группой (пункт «а» части 4 статьи 158 УК).

## Личная жизнь
Женат на продюсере Вере Врублевской, отец троих детей.

## Интервью и материалы СМИ
- Интервью на ФБИ-2012 - Павел Врублевский. YouTube (2012). — Интервью на ФБИ-2012. Дата обращения: 19 июля 2017.
- «Криминал — это американцы и европейцы, а не наши соотечественники». Forbes (8 декабря 2010). — Интервью Павла Врублевского для Форбс / «Рунетология». Дата обращения: 19 июля 2017.
- DIGIT.RU/ РИА НОВОСТИ. DIGIT.RU (29 декабря 2011). Дата обращения: 19 июля 2017. Архивировано из оригинала 26 июня 2012 года.
- "Мы были в Лефортово и понимаем суровые реалии, в которых живет российский коммерсант" - владелец Chronopay Павел Врублевский. Финмаркет (30 марта 2012). — Интервью Врублевского для ИА Финмаркет. Дата обращения: 19 июля 2017.
- Спираль истории кибервойны. Финансовая газета (11 февраля 2013). — Взгляд изнутри на кибервойны, разворачивающиеся в сети. Статья П. О. Врублевского. Дата обращения: 19 июля 2017. Архивировано из оригинала 14 февраля 2013 года.
- Аэрофлот расправляет крылья. Фильм Андрея Караулова. Момент истины (1 августа 2013). — Авторская программа Андрея Караулова «Момент истины». Дата обращения: 19 июля 2017. Архивировано из оригинала 10 июля 2017 года.
- Счета нараспашку. Новая Газета (15 февраля 2013). — Основатель и владелец ChronoPay Павел Врублевский (по некоторой версии, киберпреступник № 1 в мире)  про инициативы о зарубежных счетах и активах чиновников. Дата обращения: 19 июля 2017.
- «За два часа украли данные 800 карт, но это не взлом». Republic (28 октября 2010). — Генеральный директор ЗАО «Хронопей» Павел Врублевский. Дата обращения: 19 июля 2017.
- Интервью программе «Технопарк» на телеканале Россия.